# Phoenicia
Phoenicia là một nhóm người nói tiếng Semit cổ đại sinh sống ở các thành bang Phoenicia dọc theo một dải bờ biển của vùng Levant ở phía Đông Địa Trung Hải, chủ yếu là Liban ngày nay. Họ đã hình thành nên một nền văn minh hàng hải có trung tâm văn hóa trải dài từ Arwad (Syria ngày nay) đến núi Carmel. Dựa trên hàng ngàn dòng chữ chạm khắc tiếng Phoenicia đã được tìm thấy, tầm ảnh hưởng văn hóa của người Phoenicia trải rộng trên khắp Địa Trung Hải, từ đảo Síp đến bán đảo Iberia, thông qua quá trình giao thương và thuộc địa hóa.
Người Phoenicia là hậu duệ trực tiếp của người Canaan thời đồ đồng và tiếp nối liền mạch các phong tục văn hóa của họ đến tận thời đồ sắt sau khi phần lớn các nền văn hóa thời đồ đồng ở lưu vực Địa Trung Hải đã suy tàn. Họ tự xưng là người Canaan và gọi nơi mình sinh sống là Canaan, mặc dù lãnh thổ của họ nhỏ hơn đáng kể so với lãnh thổ của người Canaan thời đồ đồng. Tên gọi Phoenicia được người Hy Lạp cổ đại đặt cho họ và không hoàn toàn tương ứng với một nền văn hóa hay xã hội thống nhất nào từ quan điểm của người bản địa lúc bấy giờ. Vì thế, việc đánh dấu sự chuyển giao từ người Canaan sang người Phoenicia vào năm 1200 TCN được xem là một quy ước của sử học hiện đại.
Người Phoenicia, với thế mạnh về giao thương và đi biển, đã trở thành bá chủ thương mại và phát triển một mạng lưới giao thương trên biển tồn tại hơn một thiên niên kỷ. Mạng lưới này tạo điều kiện cho việc trao đổi văn hóa giữa nhiều cái nôi nền văn minh lớn, chẳng hạn như Lưỡng Hà, Hy Lạp và Ai Cập. Người Phoenicia đã thành lập các thuộc địa và trạm mậu dịch trên khắp Địa Trung Hải. Carthage, một khu vực định cư của người Phoenicia ở Tây Bắc châu Phi, trở thành một nền văn minh riêng vào thế kỷ 7 TCN.
Tương tự như Hy Lạp cổ đại, Phoenicia được tổ chức thành các thành bang, trong đó nổi bật nhất là Týros, Sidon và Byblos. Các thành bang độc lập về mặt chính trị và không có bằng chứng nào cho thấy người Phoenicia xem bản thân là một dân tộc duy nhất. Mặc dù hầu hết các thành bang đều được cai trị bởi một hình thức quân chủ nào đó, các gia tộc thương nhân nhiều khả năng đã có sức ảnh hưởng lớn thông qua chế độ quyền lực tập trung. Sau khi đạt đỉnh cao phát triển vào thế kỷ 9 TCN, nền văn minh Phoenicia ở phía Đông Địa Trung Hải bắt đầu suy tàn do ảnh hưởng từ bên ngoài và các cuộc chinh phạt, chẳng hạn như bởi Đế quốc Tân Assyria và Đế quốc Achaemenes. Tuy vậy, người Phoenicia vẫn tiếp tục tồn tại ở trung tâm, phía Nam và phía Tây Địa Trung Hải cho đến khi Carthage bị phá hủy vào giữa thế kỷ 2 TCN.
Phoenicia từng được xem là một nền văn minh thất lạc trong một thời gian dài do không có các ghi chép của người bản địa. Các dòng chữ chạm khắc tiếng Phoenicia được các học giả hiện đại phát hiện lần đầu tiên vào thế kỷ 17 và 18. Chỉ đến giữa thế kỷ 20, các nhà sử học và khảo cổ học mới bắt đầu khám phá ra bề dày lịch sử và sức ảnh hưởng của nền văn minh này. Di sản nổi bật nhất mà họ để lại là bảng chữ cái cổ xưa nhất từng được xác nhận. Có nguồn gốc từ chữ Proto-Sinai, bảng chữ cái này đã lan truyền ra khắp Địa Trung Hải và được dùng làm cơ sở phát triển cho các bảng chữ cái Syriac, Ả Rập và Hy Lạp, và sau đó là các bảng chữ cái Latinh và Kirin. Người Phoenicia cũng được ghi nhận là mang lại nhiều đột phá cho các lĩnh vực đóng tàu, hàng hải, công nghiệp, nông nghiệp và chính phủ. Mạng lưới giao thương quốc tế của họ được cho là đã xây dựng nền tảng kinh tế, chính trị và văn hóa cho nền văn minh phương Tây cổ đại.

### Chính trị

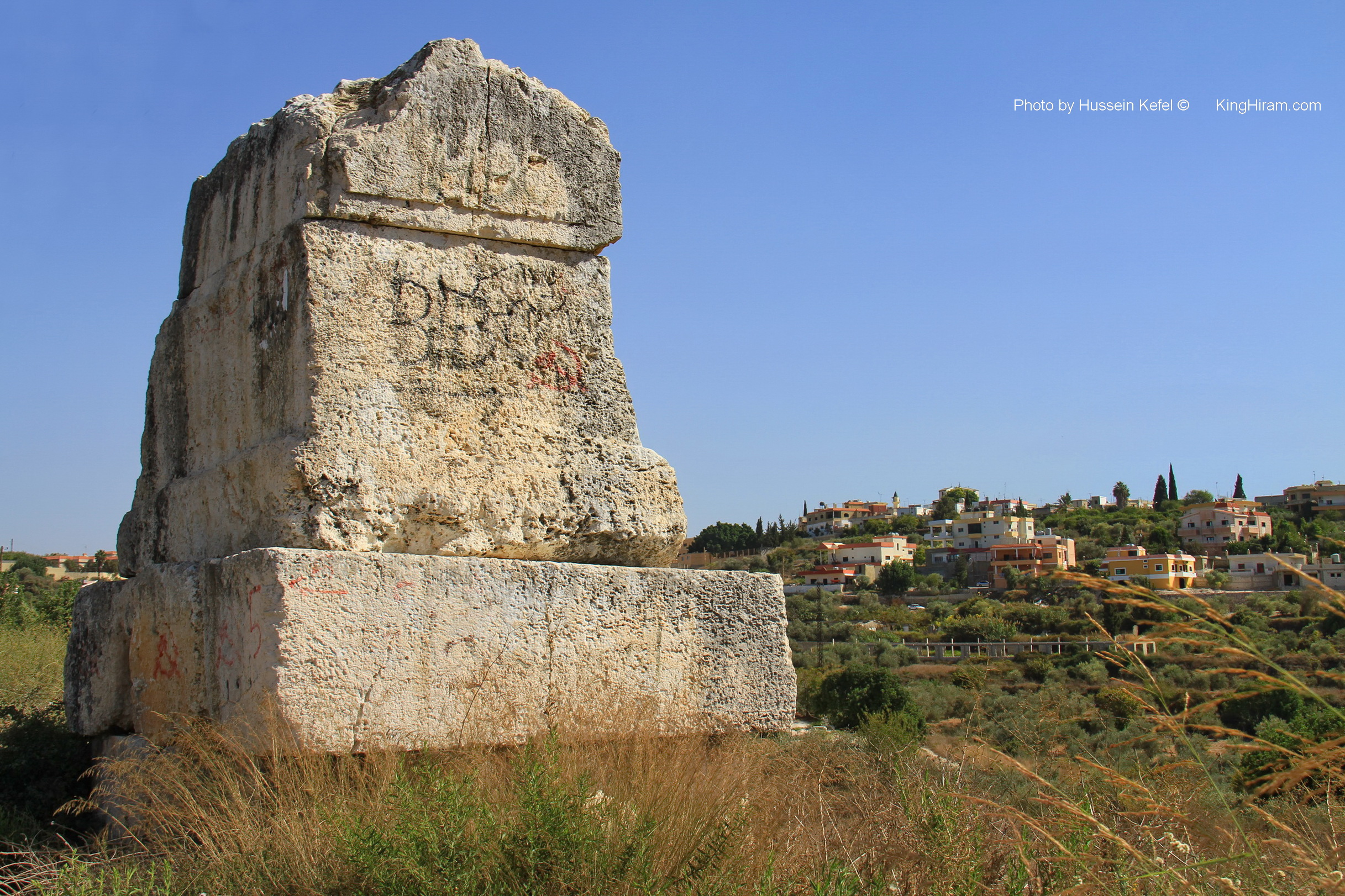
Mộ vua Hiram I của Týros ở Hanaouay, miền Nam Lebanon

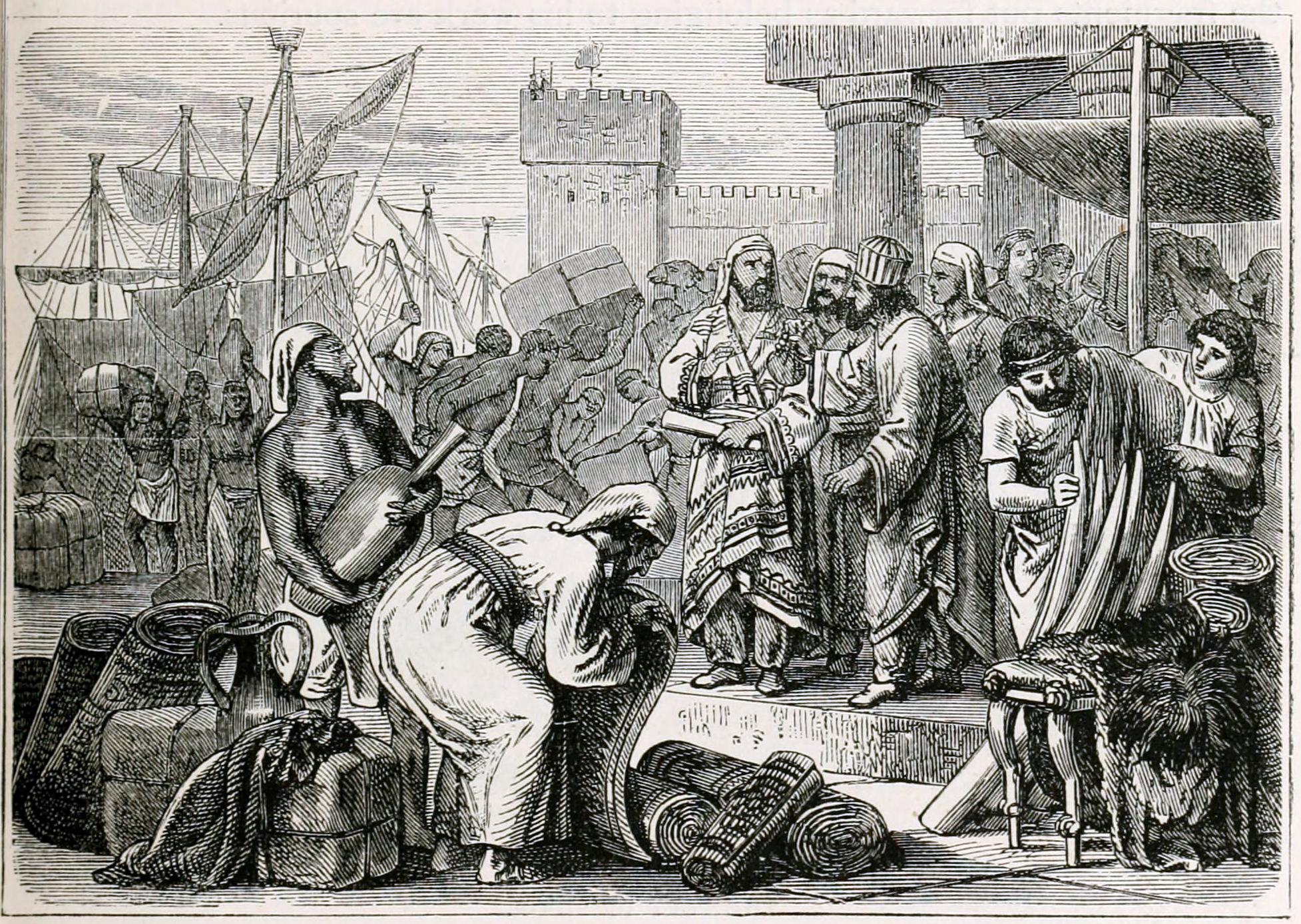
Tranh vẽ thế kỷ 19 khắc họa các thủy thủ và thương nhân người Phoenicia. Tầm quan trọng của giao thương đối với nền kinh tế Phoenicia dần dẫn đến sự chia sẻ quyền lực giữa nhà vua và hội đồng các gia tộc thương nhân.

### Luật pháp và hành chính

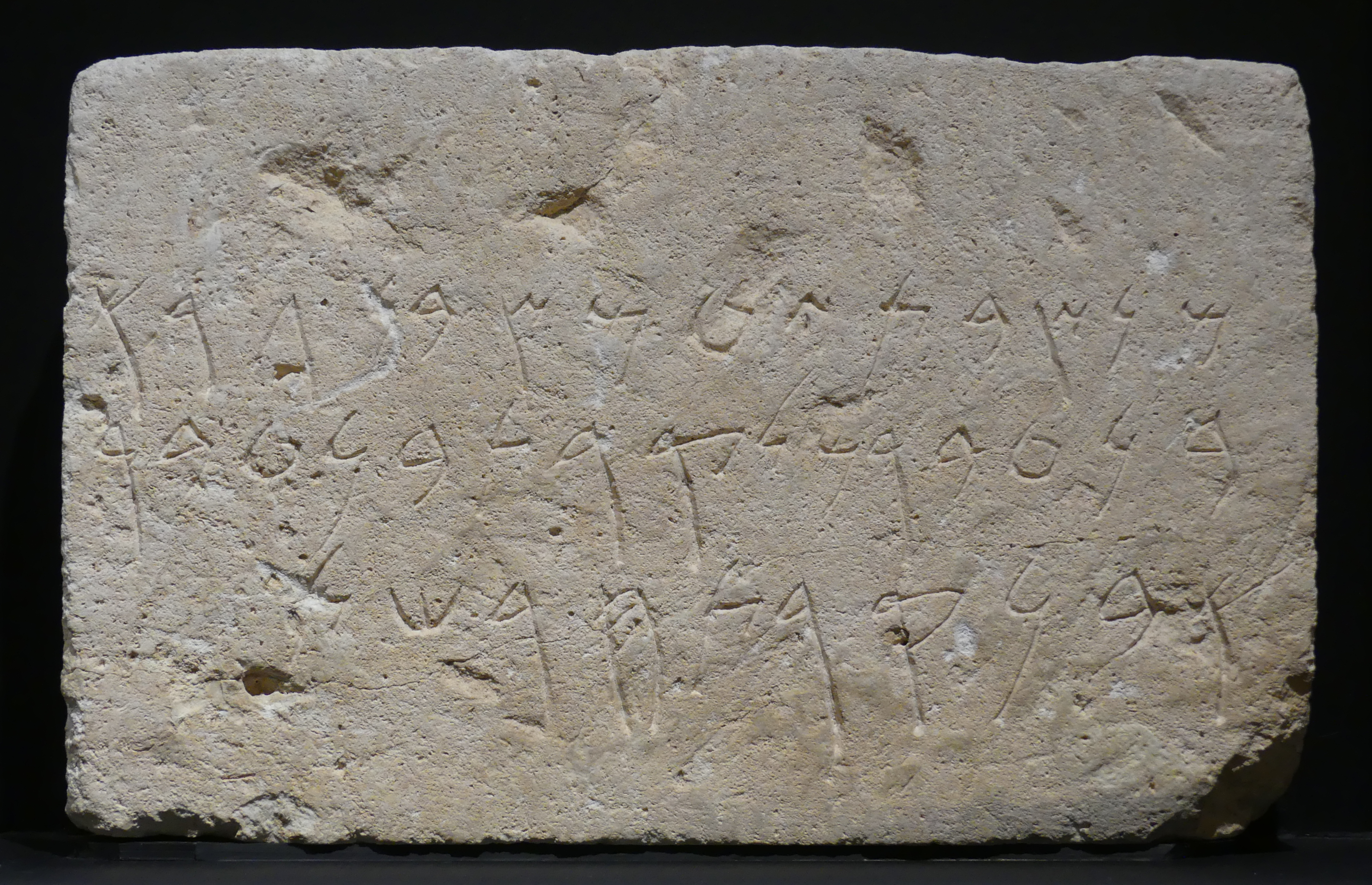
Bia đá được chạm khắc tiếng Phoenicia từ Týros (c. thế kỷ 4 TCN). Bảo tàng Quốc gia Beirut.

### Ngôn ngữ và bảng chữ cái

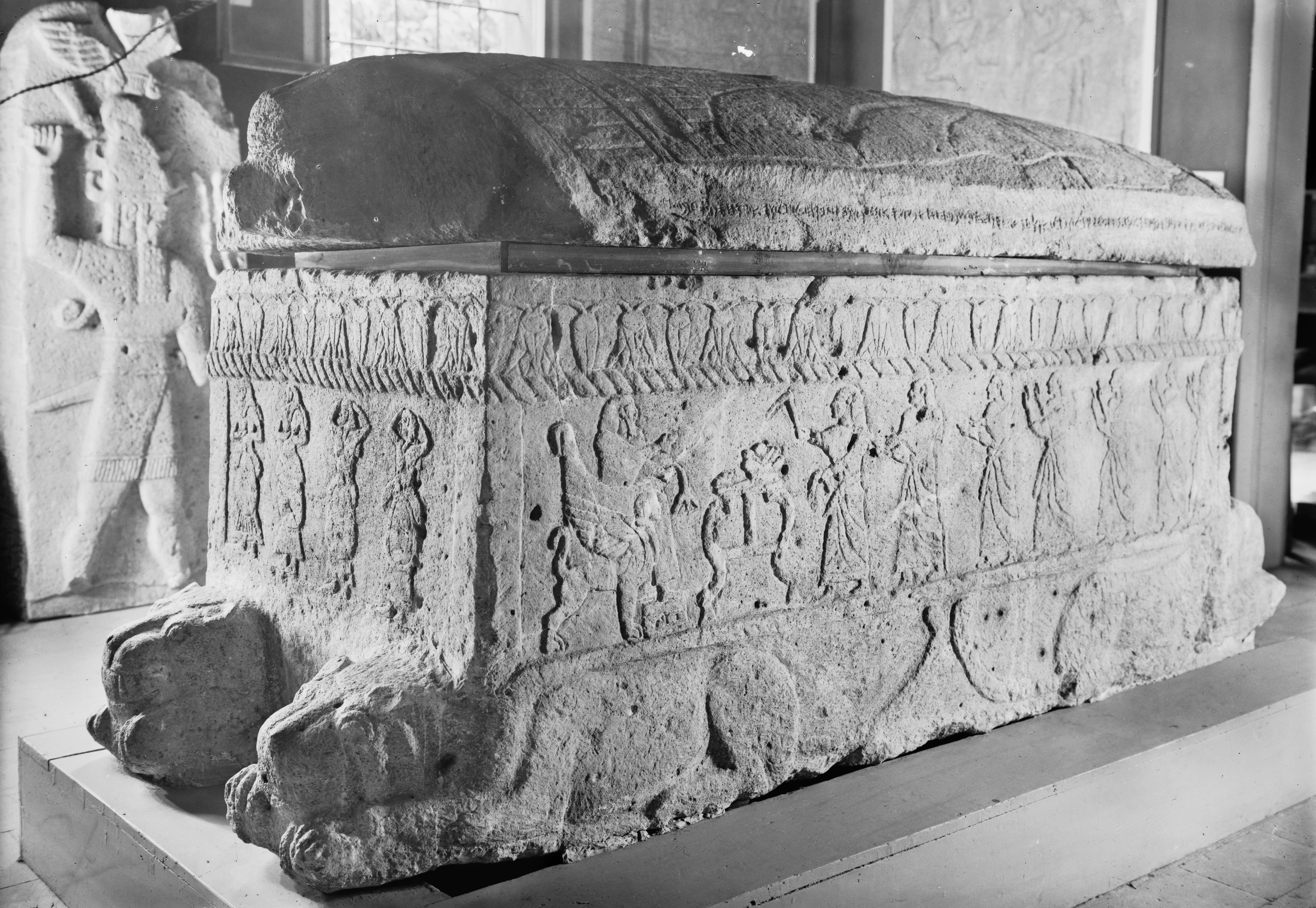
Dòng chữ chạm khắc tiếng Phoenicia cổ xưa nhất được tìm thấy trên chiếc quách Ahiram. Bảo tàng Quốc gia Beirut.

### Nghệ thuật

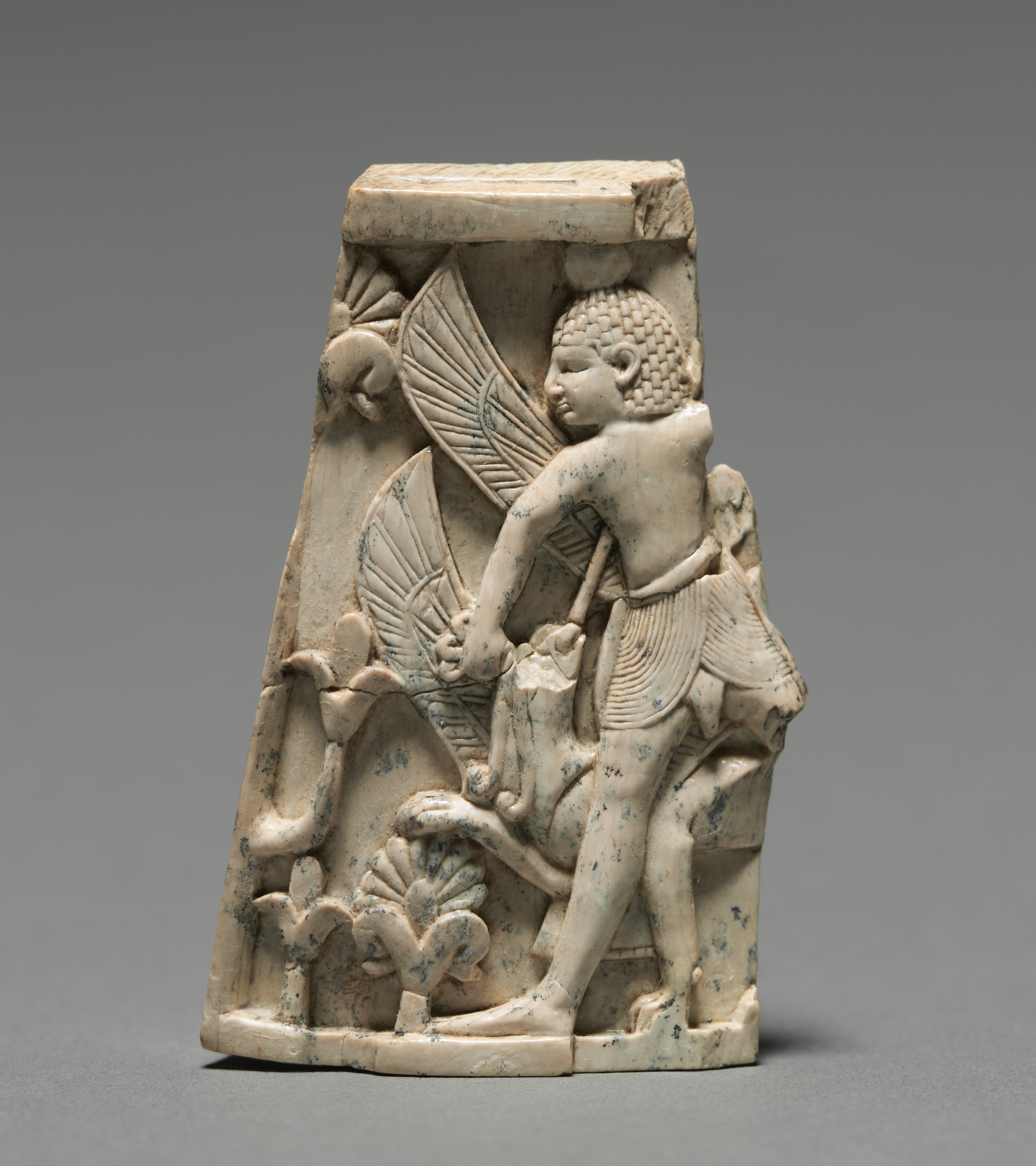
Bia trang trí khắc họa một trận đấu giữa người và điểu sư; 900–800 TCN; ngà voi Nimrud; Bảo tàng Nghệ thuật Cleveland (Ohio, Mỹ)
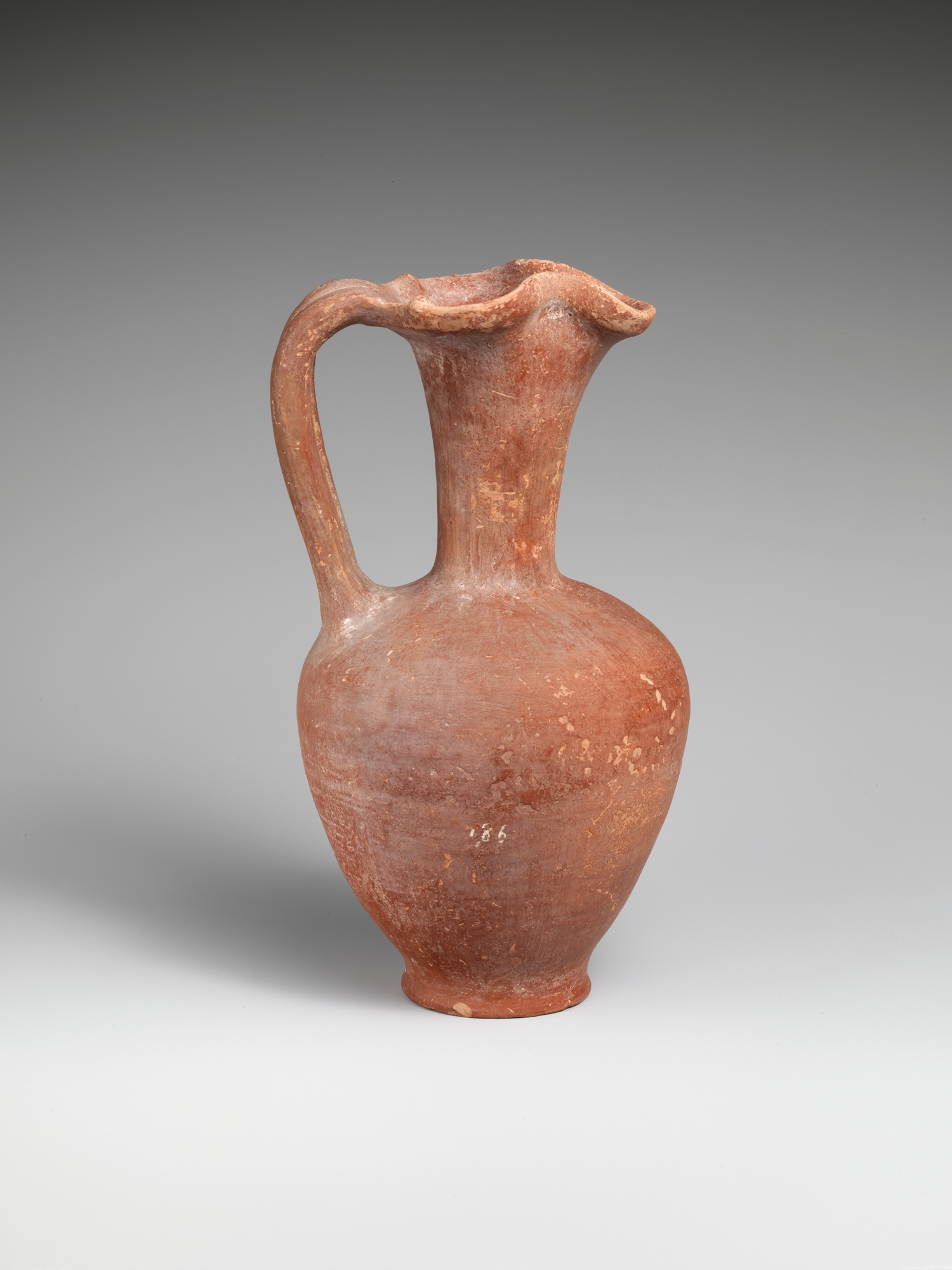
Oinochoe; 800–700 TCN; đất nung; chiều cao: 24,1 cm; Viện bảo tàng Mỹ thuật Metropolitan (Thành phố New York, Mỹ)
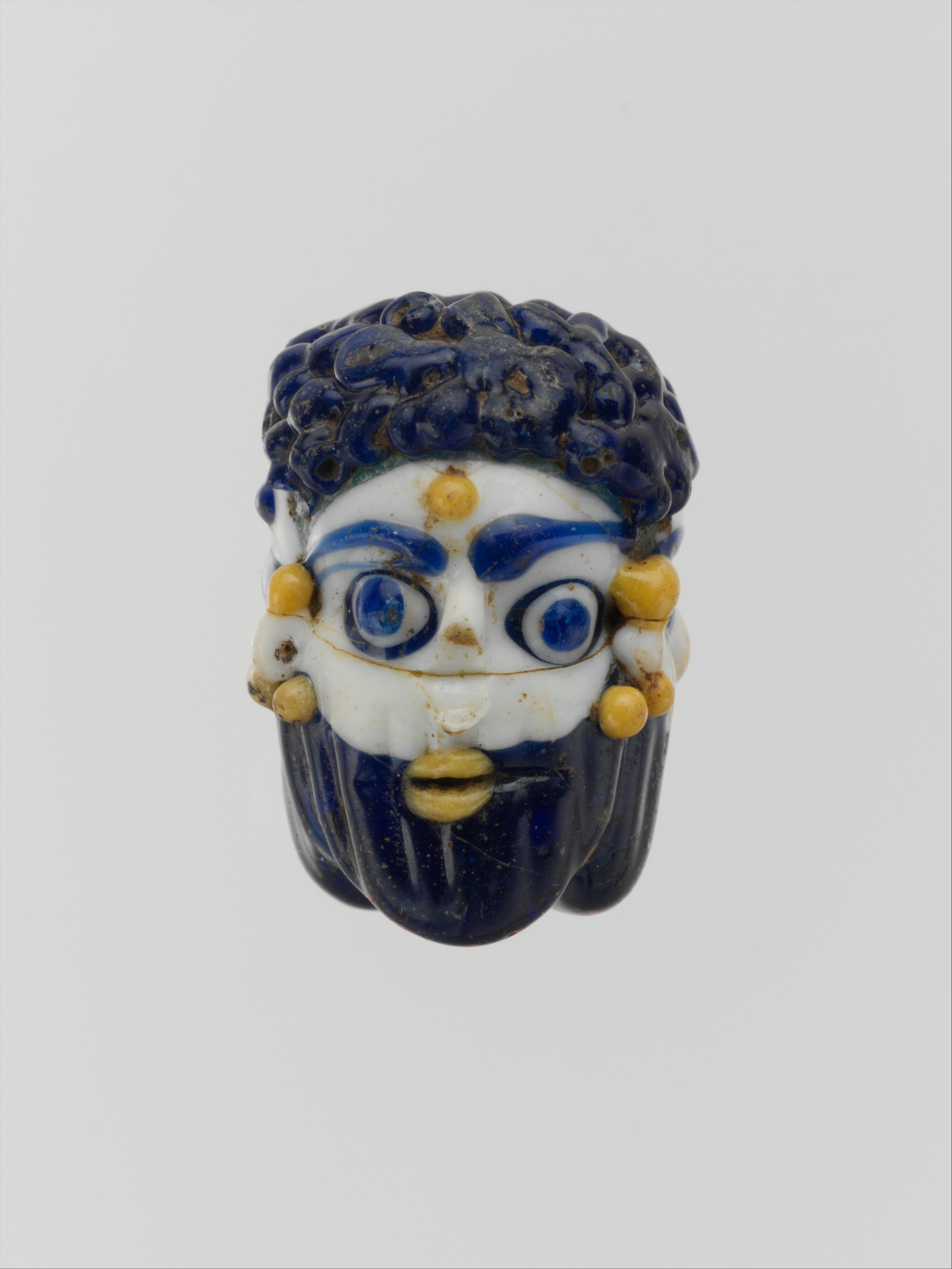
Hạt cườm hình mặt người; giữa thế kỷ 4–thế kỷ 3 TCN; thủy tinh; chiều cao: 2,7 cm; Viện bảo tàng Mỹ thuật Metropolitan
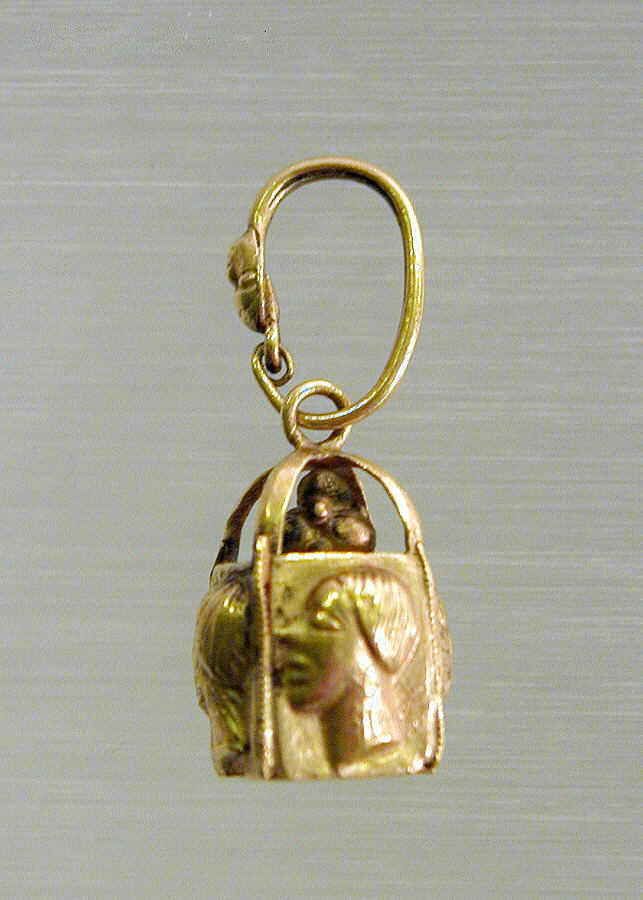
Hoa tai được chạm khắc hình mặt người; cuối thế kỷ 4–thế kỷ 3 TCN; vàng; kích thước: 3,5 x 0,6 cm; Viện bảo tàng Mỹ thuật Metropolitan

### Vị thế của phụ nữ

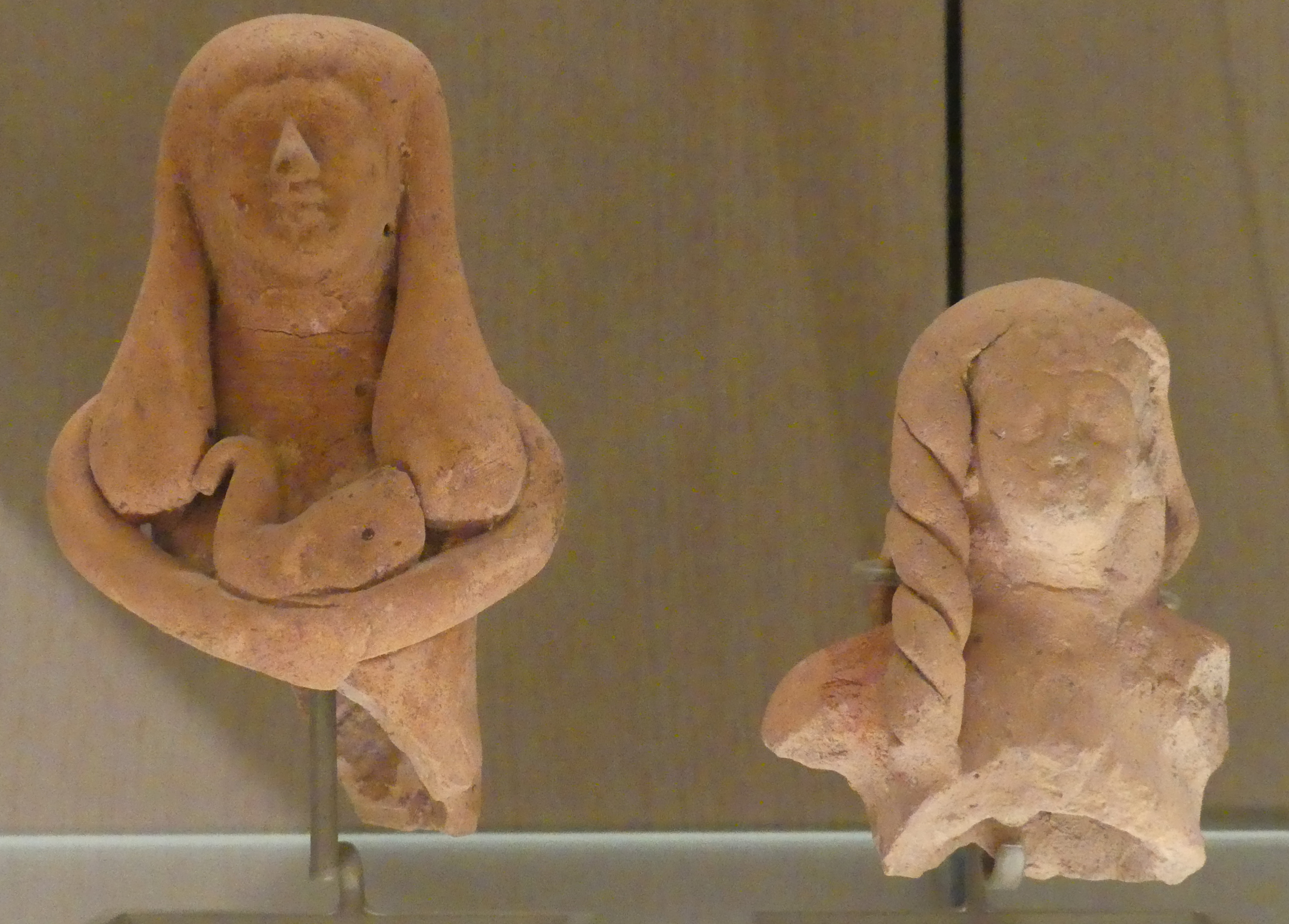
Tượng điêu khắc phụ nữ từ Týros (k. 1000–550 TCN). Bảo tàng Quốc gia Beirut.